# おおきにGoodチョイス!
おおきにGoodチョイス!（おおきにグッドチョイス）は、朝日放送テレビ（ABCテレビ）とデジタルダイレクトのスポンサーにより週2回深夜に放送された通信販売のテレビ番組。番組は30分間内で商品2本立て放送。2009年9月29日番組終了。
「シェルマン」「Think Bee」など一部の通販は、テレビショッピングとしては珍しいハイビジョン制作となっているが、地上アナログ放送での画面サイズが4:3レターボックスでの放送となる。

## 放映されていた商品

### 通販限定CD・DVD
- super collection DREAM melody of memories（企画・制作/発売元：ビクターエンタテインメント）
- FUN Greatest Hits of 90's（企画・制作/発売元：BMG JAPAN）
- 歌王 演歌名曲120（企画・制作/発売元：BMG JAPAN）
- 歌心 流行歌120選（企画・制作/発売元：BMG JAPAN）
- COUNTDOWN BEING（企画・制作/発売元：J-DISC Being）
- a-box 〜avex Best Hit Collection〜（企画・制作/発売元：エイベックス・マーケティング）
  - a-box NEO（企画・制作・発売元：エイベックス・マーケティング、レーベル：avex club）
- 魅惑のムード歌謡デラックス（企画・制作/発売元：テイチクエンタテインメント）
- 徳光和夫のイントロオン!!（企画・制作・発売元：ソニー・ミュージックダイレクト）
- J-Love（企画・制作・発売元：ソニー・ミュージックダイレクト）
- 音女COMPLETE BOX 〜100話100曲〜（企画・制作/発売元：エイベックス・マーケティング）
- My Romance（企画・制作・発売元：ユニバーサルミュージック）

### 生活アイディア用品
- かんたん毛玉取りブラシ／最高級カシミヤブラシ（発売・製造元：アートブラシ社）
- 家庭用乾燥機 エアー・オー・ドライ
- H2Oスチームモップ

### エクササイズ
- K-1EX リアルサウナスーツ（発売元：ヴァルテックス）
- ジョイエット
- チョン・ダヨン フィギュアロビクス（日本輸入総販売元：スター・サークル、製作：MAYJUNE MEDIA、企画：JDY Corporation）

### 健康グッズ
- ターボセルシリーズ（発売元：サニーウィッシュ）
  - ターボセル ダイナミック ウエスト／ターボセル バミューダ／ターボセル チクリスタ／ターボセル パンタコラン／ターボセル ボディパンタコラン

### 美容用品
- スリムリフトシリーズ
  - スリムリフトシルエット
  - スリムリフトスプリーム
- クリスタルネイル

### ファッションアイテム用品
- クロコダイル 二つ折りウォレット／クロコダイル ミニウォレット
- シェルマン★
  - グランドコンプリケーション プレミアム
  - グランドコンプリケーション クラシック
  - グランドコンプリケーション メタルブレス
  - ワールドタイムミニッツリピーター
- Think Bee!（発売・製造元：はちや）★
  - アニマルハート・長財布
  - アニマルハート・ラージショルダー
  - リッピ・長財布
  - リッピ・ミニボストン

## 関連番組
- 評判!なかむら屋
- 買いなび
- ABCテレビショッピング
- 3つ星ショッピング
- ナンシーさん 〜グッズ一家の快適生活〜